# Port lotniczy José Martí w Hawanie

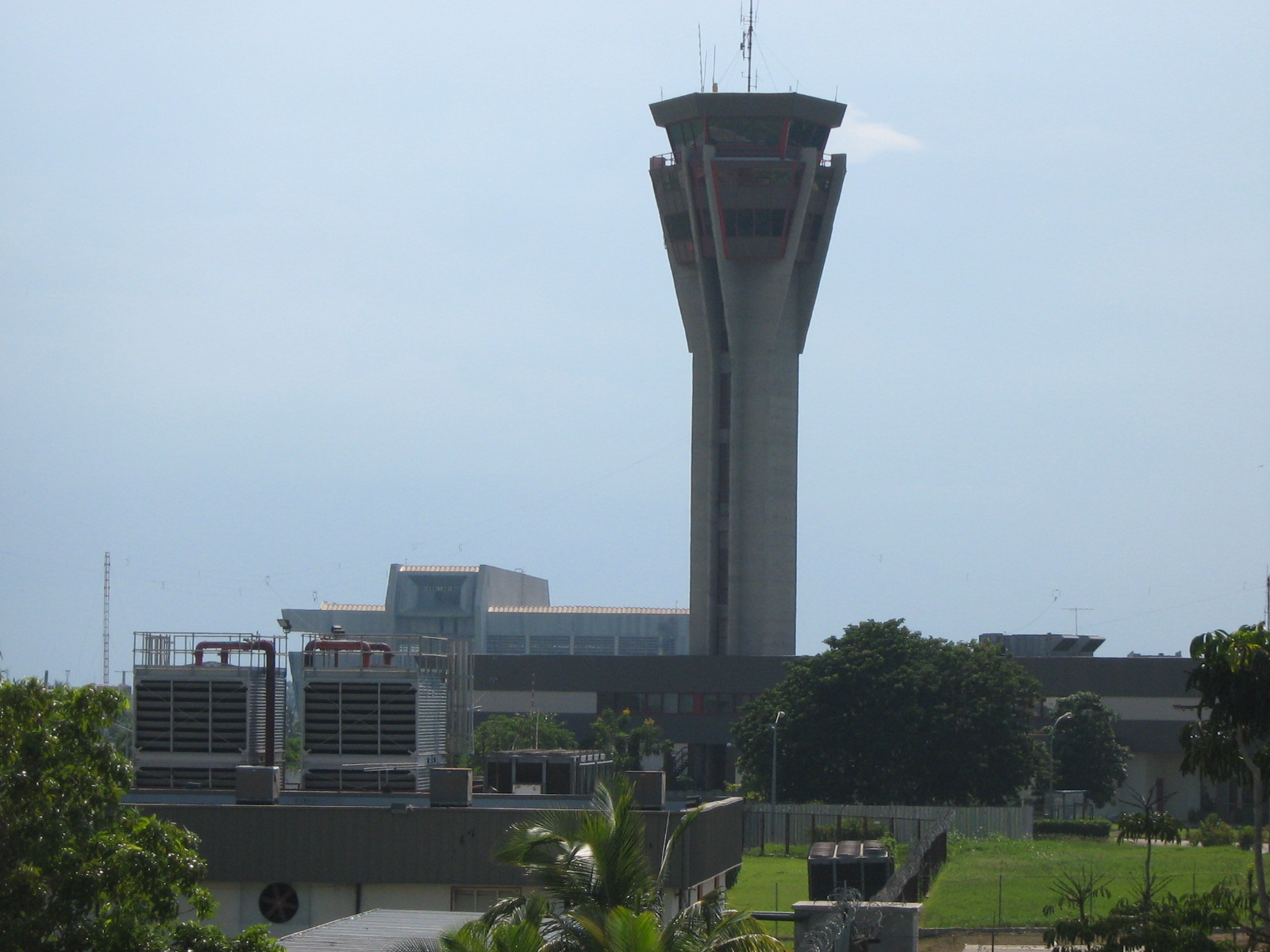
Wieża kontroli lotów

Port lotniczy José Martí (hiszp. Aeropuerto Internacional José Martí, IATA: HAV, ICAO: MUHA) – międzynarodowy port lotniczy położony 15 km na południowy zachód od Hawany, w gminie Boyeros i zarazem największy port lotniczy na Kubie. Jest węzłem dla Cubana de Aviación, Aerogaviota i Aero Caribbean i dawną siedzibą radzieckich linii lotniczych Aerofłot dla Ameryki Łacińskiej. 
Patronem lotniska jest patriota i poeta José Martí.
Lotnisko jest obsługiwane przez ECASA (Empresa Cubana de Aeropuertos y Servicios Aeronáuticos SA). Jest to główny operator lotnisk na Kubie.
Obecnie w użyciu dostępne są trzy terminale plus dodatkowy terminal obsługujący wyłącznie linię Aero Caribbean.

## Historia
Budowa lotniska José Martí została rozpoczęta w marcu 1929. 24 lutego 1930 oficjalnie otwarto lotnisko, zastępując lotniska Hawana-Columbia. 30 października 1930 Cubana de Aviación (w tamtym czasie CNCAC, SA) zainaugurowało pierwszy lot na trasie Hawana-Santiago de Cuba z międzylądowaniami w Santa Clara, Morón i Camagüey. W 1936 roku miał miejsce niekomercyjny lot do Madrytu samolotem Lockheed Sirius. W styczniu 1943 otwarto pierwszą wieżę kontroli ruchu. Pierwszy komercyjny lot z międzynarodowego lotniska został zainaugurowany przez Cubana de Aviación na trasie Hawana-Miami. W 1950 rozpoczęto loty do Europy.
W 1961 stosunki z USA uległy znacznemu pogorszeniu i po wprowadzeniu amerykańskiego embarga na Kubę, linie lotnicze ze Stanów Zjednoczonych nie były dopuszczone do regularnych lotów z tego lotniska. W 1990 specjalne loty czarterowe zostały zatwierdzone przez rząd USA do i z Miami, dla kubańskich obywateli mieszkających w Stanach Zjednoczonych. Dzisiaj różne linie lotnicze działają non-stop na trasie Hawana-Miami, w tym American Eagle Airlines, Gulfstream International Airlines i wiele innych.
Ze względu na bliskie stosunki Kuby z ZSRR, port lotniczy w latach 70. i 80. XX wieku obsługiwał wiele linii lotniczych z Bloku Wschodniego, np.: Aerofłot, Czech Airlines, Interflug, LOT. 
Terminal 2 otwarto 15 listopada 1988 z myślą przede wszystkim o bezpośrednich lotach do Stanów Zjednoczonych i lotów czarterowych. Dziesięć lat później, 27 kwietnia 1998, otwarto nowy międzynarodowy terminal 3. Otwarcia dokonali premier Kanady Jean Chrétien i kubański prezydent Fidel Castro. Nowy terminal z trzema salonikami VIP oferuje wiele nowoczesnych udogodnień.
W 2018 r. w pobliżu lotniska miała miejsce katastrofa lotu Aviación Flight 972. Zginęło 112 z 113 osób znajdujących się na pokładzie samolotu Cubana de Aviación.

## Terminale
Terminal 1 używany był w ruchu międzynarodowym i krajowym jako główny terminal przed otwarciem terminali 2 i 3, zbudowanych w 1998 roku. Terminal położony jest po zachodniej stronie drogi startowej. Obecnie stosowany głównie dla lotów krajowych.
Terminal 2 obsługuje głównie loty czarterowe i planowe do Miami i Nowego Jorku. Obsługiwany jest przez Air Charters Gulfstream, ABC Charters, Marazul Charters i C&T Charters. Terminal położony jest na północnej stronie, naprzeciwko pasa startowego 24. Został zbudowany w 1988. Istnieją tu bary, księgarnie, kioski, a także restauracja na drugim piętrze oraz wypożyczalnie samochodów w hali przylotów.
Terminal 3 jest głównym międzynarodowym terminalem i został otwarty w 1998 przez premiera Kanady Jean Chrétien i Fidela Castro. Jest największym i najbardziej nowoczesnym terminalem lotniska. Hala biletowa i odprawy znajdują się na górnym poziomie, przyloty i odbiór bagaży znajdują się na niższym poziomie. Istnieje kilka punktów wynajmu samochodów znajdujących się w hali przylotów. W terminalu 3 wszystkie bary i restauracje są otwarte 24 godziny. Znajdują się tu punkty informacyjne przylotów i odlotów, bank, poczta i internet.
Terminal 5 jest wykorzystywany głównie przez Aero Caribbean.

## Linie lotnicze i połączenia

### Terminal 1
- Aerogaviota (Baracoa, Cayo Coco, Cayo Largo del Sur, Cayo Santa María, Holguín, Kingston, Mérida, Montego Bay, Nassau, Nueva Gerona, Santiago de Cuba, Trinidad, Varadero)
- Cubana de Aviación (Bogotá, Buenos Aires-Ezeiza, Cancún, Caracas, Gwatemala, Halifax [sezonowo], Londyn-Gatwick, Madryt, Meksyk, Montréal-Trudeau, Nassau, Paryż-Orly, San José, Santiago de Chile [sezonowo], Santo Domingo, Toronto-Pearson)
- Cubana de Aviación obsługiwane przez Aero Caribbean (Cayo Coco, Cayo Largo del Sur, Holguín)

### Terminal 2
- American Airlines (Miami, Nowy Jork-JFK)
- American Eagle Airlines (Miami)
- Continental Connection obsługiwane przez Gulfstream International Airlines (Miami)
- Sky King (Miami, Nowy Jork-JFK)
- TACA (Miami)
- Vision Airlines (Miami, Nowy Jork-JFK)

### Terminal 3
- Aerofłot (Moskwa-Szeremietiewo)
- Aeroméxico (Cancun, Meksyk)
- Aeroméxico Connect (Mérida)
- Air Canada (Toronto-Pearson)
- Air Caraïbes (Pointe-à-Pitre)
- Air Europa (Madryt)
- Air France (Paryż-Charles de Gaulle)
- Bahamasair (Nassau)
- Blue Panorama Airlines (Mediolan-Malpensa, Rzym-Fiumicino)
- Cayman Airways (Grand Cayman)
- Condor Airlines (Frankfurt)
- Copa Airlines (Panama)
- Copa Airlines Colombia (Bogota)
- Corsairfly (Paryż-Orly)
- Cubana de Aviación (Bogotá, Buenos Aires-Ezeiza, Cancún, Caracas, Gwatemala, Londyn-Gatwick, Madryt, Meksyk, Montréal-Trudeau, Nassau, Paryż-Orly, San José, Santiago de Chile [sezonowo], Santo Domingo, Toronto-Pearson)
- Iberia (Madryt)
- KLM (Amsterdam)
- LAN Airlines (Santiago de Chile)
- Martinair (Amsterdam)
- Sunwing Airlines (Montreal-Trudeau)
- TAAG Angola Airlines (Luanda)
- TACA obsługiwane przez Lacsa (San José)
- TACA Perú (Lima)
- Virgin Atlantic Airways (Londyn-Gatwick)

### Terminal 5
- Aero Caribbean (Belize City, Gwatemala, Managua, Santiago de Cuba)

### Cargo
- Aerocaribbean cargo
- Cubana Cargo
- DHL Express
- Flair Airlines
- IBC Airways
- Líneas Aéreas Suramericanas